# Artemiusz (Kiszczanka)
Artemiusz, białorus. Арцемій – Arciemij; ros. Артемий – Artiemij, imię świeckie: biał. Аляксандр Анатольевіч Кішчанка – Alaksandr Anatoljewicz Kiszczanka; ros. Александр Анатольевич Кищенко – Aleksandr Anatoljewicz Kiszczenko (ur. 25 kwietnia 1952 w Mińsku, zm. 22 kwietnia 2023) – biskup Egzarchatu Białoruskiego.

## Życiorys
Po ukończeniu szkoły średniej rozpoczął studia w instytucie mechanizacji i elektryfikacji gospodarstwa wiejskiego w Mińsku, gdzie ukończył trzy lata nauki. Następnie odbywał zasadniczą służbę wojskową, po której wstąpił do Monasteru Pskowsko-Pieczerskiego jako posłusznik. W tym samym roku rozpoczął naukę w seminarium duchownym w Leningradzie. W 1979 rozpoczął wyższe studia teologiczne w Leningradzkiej Akademii Duchownej, które przerwał po trzecim roku.
Od 1979 do 1982 przebywał w Ołońcu, gdzie wykonywał różne prace w miejscowej cerkwi Zaśnięcia Matki Bożej. 21 lutego 1982 został wyświęcony na diakona, zachowując celibat. Od października tego samego roku służył w cerkwi św. Aleksandra Newskiego w Mińsku. 24 marca 1984 przyjął święcenia kapłańskie.
3 stycznia 1996 złożył wieczyste śluby zakonne w monasterze w Żyrowiczach, zaś pięć dni później otrzymał godność archimandryty. 4 lutego tego samego roku w soborze Świętego Ducha w Mińsku miała miejsce jego chirotonia na biskupa grodzieńskiego i wołkowyskiego. Równolegle z pełnioną funkcją w hierarchii kościelnej biskup Artemiusz wykładał podstawy prawosławia na Europejskim Uniwersytecie Humanistycznym w Mińsku.
W 2012 został podniesiony do godności arcybiskupiej.
21 lutego 2013 obronił na Chrześcijańskiej Akademii Teologicznej doktorat; swoją rozprawę poświęcił historii diecezji grodzieńskiej PAKP w okresie międzywojennym.
Podczas protestów na Białorusi, które wybuchły po wyborach prezydenckich w 2020 r., jako jedyny z biskupów Egzarchatu Białoruskiego surowo skrytykował stosowanie przemocy wobec demonstrantów i rozpędzanie protestów.
9 czerwca 2021 r. Święty Synod przeniósł go w stan spoczynku (oficjalnie ze względów zdrowotnych); na miejsce pobytu hierarchy wyznaczono Mińsk. Sam duchowny w 2021 r. publicznie stwierdził, że przyczyną jego usunięcia z urzędu, wbrew jego woli, była jego postawa wobec protestów na Białorusi. Natomiast na posiedzeniu Świętego Synodu w dniach 23–24 września 2021 r. zmieniono miejsce pobytu arcybiskupa na Grodno.
Zmarł 22 kwietnia 2023.